# Melissa (Texas)
Melissa es una ciudad ubicada en el condado de Collin en el estado estadounidense de Texas. En el Censo de 2010 tenía una población de 4.695 habitantes y una densidad poblacional de 178,1 personas por km².

## Geografía
Melissa se encuentra ubicada en las coordenadas 33°17′23″N 96°33′21″O / 33.28972, -96.55583. Según la Oficina del Censo de los Estados Unidos, Melissa tiene una superficie total de 26.36 km², de la cual 26.19 km² corresponden a tierra firme y (0.66%) 0.17 km² es agua.

## Demografía
Según el censo de 2010, había 4.695 personas residiendo en Melissa. La densidad de población era de 178,1 hab./km². De los 4.695 habitantes, Melissa estaba compuesto por el 84.52% blancos, el 5.41% eran afroamericanos, el 0.98% eran amerindios, el 0.6% eran asiáticos, el 0.13% eran isleños del Pacífico, el 5.86% eran de otras razas y el 2.51% pertenecían a dos o más razas. Del total de la población el 12.78% eran hispanos o latinos de cualquier raza.